# Eichstegen
Eichstegen là một xã ở huyện Ravensburg ở bang Baden-Württemberg thuộc nước Đức. Đô thị này có diện tích 14,24 km², dân số thời điểm 31 tháng 12 năm 2020 là 542 người.